# Landschaftsschutzgebiet Neuwesteel
Das Landschaftsschutzgebiet Neuwesteel ist ein Landschaftsschutzgebiet im Landkreis Aurich des Bundeslandes Niedersachsen. Es trägt die Nummer LSG AUR 00020 und liegt vollständig auf dem Gebiet der Stadt Norden in Ostfriesland. Es ist seit dem 18. Dezember 2012 Teil des Landschaftsschutzgebietes Westermarsch, welches die Nummer LSG AUR 00031 trägt.

## Beschreibung des Gebiets
Das Landschaftsschutzgebiet umfasst eine Fläche von 2,48 Quadratkilometern in deren Zentrum die künstlich angelegte Wasserfläche des Speicherbeckens Norder Tief mit einer bewaldeten Insel liegt. An den Uferrandbereichen gibt es größere, zum Teil zusammenhängenden Schilfröhrichtzonen. Das übrige Gebiet umfasst unmittelbar angrenzende landwirtschaftliche Nutzflächen, die von einem Geflecht unterschiedlicher Entwässerungsgräben durchzogen sind. Das Gebiet gilt als Wertvolles Brut-, Rast- und Nahrungsbiotop von Wasservögeln und Lemikolen sowie als Vernetzungselement zum Lebensraum Leybucht.